# SOAP Message Transmission Optimization Mechanism
SOAP Message Transmission Optimization Mechanism (MTOM) ist die W3C-Empfehlung für die Übertragung binärer Daten in Webservices. Es verwendet XML-binary Optimized Packaging (XOP) für die optimierte Übermittlung binärer Daten.
MTOM ersetzt damit die sonst für die Übertragung binärer Daten üblichen Techniken wie Verwendung von CDATA-Blöcken, Base64-Kodierung, SOAP with Attachments unter Verwendung von MIME, sowie Microsofts Direct Internet Message Encapsulation (DIME).
Die Empfehlung wurden vom W3C im Januar 2005 nach Vorarbeiten seit dem Jahre 2003 angenommen.

## Unterstützung
MTOM wird von allen gängigen SOAP-Frameworks unterstützt, unter anderem Apache Axis, Apache CXF, Web Services Interoperability Technology (WSIT), Windows Communication Foundation.